# Buch der Riten

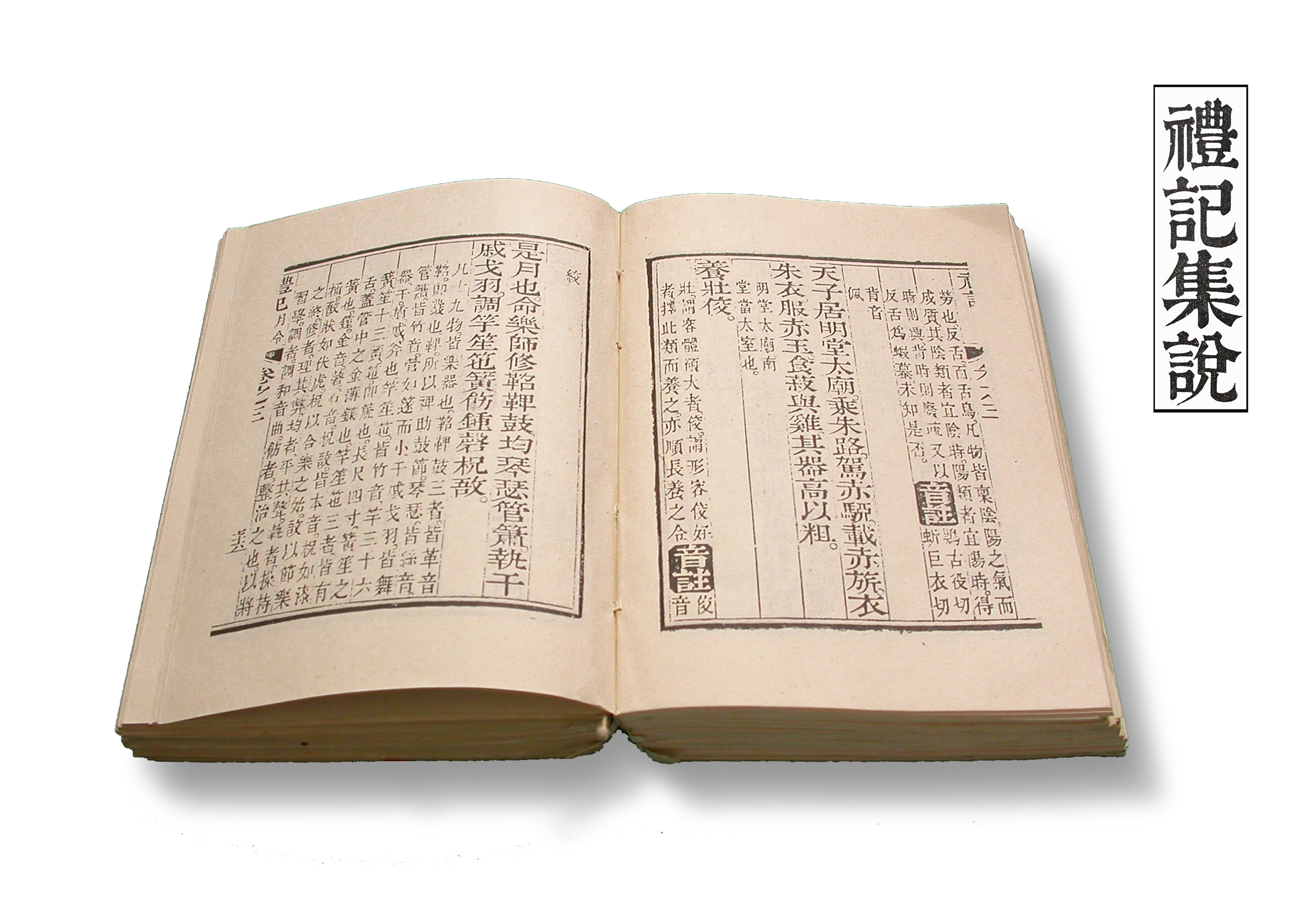
Buch der Riten (禮記集說)

Das Buch der Riten (auch Aufzeichnungen zu den höflichen Regeln, chinesisch 禮記 / 礼记, Pinyin Lǐjì oder auch 小戴禮記 / 小戴礼记,  Xiǎodài Lǐjì) ist einer der Fünf Klassiker, die dem Konfuzius zugeschrieben werden.
Es beschreibt soziale Verhaltensweisen und Hofzeremonien (die konfuzianischen Riten).
Das Buch der Riten ist das umfangreichste der kanonischen Bücher. Es ist erst nach Konfuzius entstanden und teilweise wohl auf das 2. Jahrhundert v. Chr. zu datieren, Teile werden auf Schüler des Konfuzius zurückgeführt (so die Bibliographie im Hanshu 漢書·藝文志 / 汉书·艺文志). Es behandelt die Vorschriften der Etikette, Sitten und Bräuche, zum Beispiel für den Ahnenkult und für das Benehmen bei Hof.
Die Referenz auf die „Riten“, oder eher „Sitten“ (禮 / 礼), bzw. die „Aufzeichnung über die Riten (Sitten)“ (禮記 / 礼记) muss sich in älteren Texten nicht unbedingt auf das Buch der Riten beziehen, sondern kann auch frühere Texte und Textsammlungen bezeichnen – der Bezug ist dann oft unklar.

## Inhalt
| Nummer | Schriftzeichen | Pinyin         | Übersetzung                                                             |
| ------ | -------------- | -------------- | ----------------------------------------------------------------------- |
| 01–02  | 曲禮上下       | Qūlǐ           | Regeln der Schicklichkeit 1 und 2                                       |
| 03–04  | 檀弓上下       | Tángōng        | Tangong 1 und 2                                                         |
| 05     | 王制           | Wángzhì        | Königliche Regulationen                                                 |
| 06     | 月令           | Yuèlìng        | Regierung in den verschiedenen Monaten                                  |
| 07     | 曾子問         | Zēngzǐ Wèn     | Fragen des Zengzi                                                       |
| 08     | 文王世子       | Wénwáng Shìzǐ  | König Wen als Sohn und Erbe                                             |
| 09     | 禮運           | Lǐyùn          | Durchführung der Riten                                                  |
| 10     | 禮器           | Lǐqì           | Utensilien der Riten                                                    |
| 11     | 郊特牲         | Jiāotèshēng    | Opfer                                                                   |
| 12     | 內則           | Neìzé          | Familienmuster                                                          |
| 13     | 玉藻           | Yùzǎo          | Jade-Perlen der königlichen Mütze                                       |
| 14     | 明堂位         | Míngtángwèi    | Plätze in der Halle der Auszeichnung                                    |
| 15     | 喪服小記       | Sāngfú Xiǎojì  | Kleine Aufzeichnung zur Trauerkleidung                                  |
| 16     | 大傳           | Dàzhuàn        | Große Abhandlung                                                        |
| 17     | 少儀           | Shǎoyí         | Kleinere Regeln des Benehmens                                           |
| 18     | 學記           | Xueji          | Aufzeichnung des Gegenstands der Bildung                                |
| 19     | 樂記           | Yueji          | Buch der Musik                                                          |
| 20–21  | 雜記上下       | Zaji           | Sonstige Aufzeichnungen Teil 1 & 2                                      |
| 22     | 喪大記         | Sang Daji      | Größere Aufzeichnung der Trauer-Riten                                   |
| 23     | 祭法           | Jifa           | Gesetz der Opfer                                                        |
| 24     | 祭義           | Jiyi           | Bedeutung der Opfer                                                     |
| 25     | 祭統           | Jitong         | Eine abschließende Darstellung der Opfer                                |
| 26     | 經解           | Jingjie        | Unterschiedliche Lehren der Unterschiedlichen Könige                    |
| 27     | 哀公問         | Ai Gong Wen    | Fragen des Herzog Ai                                                    |
| 28     | 仲尼燕居       | Zhongni Yanju  | Zhongni ungezwungen zuhause                                             |
| 29     | 孔子閒居       | Kongzi Xianju  | Konfuzius zuhause in der Freizeit                                       |
| 30     | 坊記           | Fangji         | Aufzeichnungen der Dykes                                                |
| 31     | 中庸           | Zhongyong      | Mitte und Maß                                                           |
| 32     | 表記           | Biaoji         | Aufzeichnung des Beispiels                                              |
| 33     | 緇衣           | Ziyi           | Schwarze Gewänder                                                       |
| 34     | 奔喪           | Bensang        | Regeln des Eilens zu den Trauer-Riten                                   |
| 35     | 問喪           | Wensang        | Fragen zu den Trauer-Riten                                              |
| 36     | 服問           | Fuwen          | Fragen zu der Trauerkleidung                                            |
| 37     | 間傳           | Jianzhuan      | Abhandlung über ergänzende Punkte der Trauer-Gebräuche                  |
| 38     | 三年問         | Sannian Wen    | Fragen über das Trauern für drei Jahre                                  |
| 39     | 深衣           | Shenyi         | Langes Kleid in einem Teil                                              |
| 40     | 投壺           | Touhu          | Das Touhu Spiel                                                         |
| 41     | 儒行           | Ruxing         | Das Verhalten des Gelehrten                                             |
| 42     | 大學           | Daxue          | Das Große Lernen                                                        |
| 43     | 冠義           | Guanyi         | Bedeutung der Zeremonie der Kappung                                     |
| 44     | 昏義           | Hunyi          | Bedeutung der Heiratszeremonie                                          |
| 45     | 鄉飲酒義       | Xiangyin Jiuyi | Bedeutung der Trinkfeste in den Bezirken                                |
| 46     | 射義           | Sheyi          | Bedeutung der Zeremonie des Bogenschießens                              |
| 47     | 燕義           | Yanyi          | Bedeutung des Gastmahls                                                 |
| 48     | 聘義           | Pinyi          | Bedeutung des Austauschs von Missionen zwischen unterschiedlichen Höfen |
| 49     | 喪服四制       | Sangfu Sizhi   | Vier Prinzipien, die der Trauerkleidung unterliegen                     |

## Übersetzung
Richard Wilhelm: Li Gi. Das Buch der Riten, Sitten und Gebräuche. Jena 1930. Neuauflage: Diederichs Gelbe Reihe. Band 31, 1981, ISBN 3-424-00691-2, Volltext bei Zeno.org.